# المساعدات الخارجية وحماية البيئة في الأردن
تم منح الاردن مبالغ مالية معتبرة من المساعدات الدولية للحفاظ على البيئة. ويتم ترحيل المساعدات الخارجية إلى مشاريع التخفيف من ندرة المياه، وفقدان الأراضي الصالحة للزراعة، والطاقة المتجددة. بالأضافة إلى تطوير قطاع السياحة البيئية. ويتلقى الأردن مساعدات بأنواع مختلفة من الوكلاء الدوليين. أهم المؤسسات الرئيسية التي تتبرع بالمال من أجل حماية البيئة في الأردن هي (مرفق البيئة العالمية (GEF)), (الوكالة الأمريكية للتنمية الدولية (USAID), والبنك الدولي. يواجه الأردن مشاكل في السيطرة على عجز ميزانيته في الفترة الأخيرة، مما أثر بشكل مباشر على قدرته على إدارة مشاكله البيئية. وقد تم أيضاح أن الأردن يعتمد على المساعدات الدولية ليستطيع السيطرة على القضايا المتعلقة بالبيئة. ومن الأمثلة على ذلك إنشاء قناة الغور الشرقية.

## مقدار المساعدات الخارجية على حماية البيئة
في السنوات الثلاثين الماضية تم تمويل مشاريع الحفاظ على البيئة بشكل جيد من أموال المساعدات البيئية. تنقسم المشاكل البيئية في الأردن التي تحصل على مساعدات أجنبية إلى ثلاث مجالات. هي القضايا المتعلقة بالمياه والزراعة واستخدام الطاقة المتجددة. وتبعًا لمعهد بروكينغز، المساعدات الخارجية هي وسيلة الحكومة الأردنية للتخفيف من المشاكل البيئية المتعلقة بالمجالات التي تم ذكرها. تم استخدام المساعدات الدولية أيضًا لدعم الأنشطة التنموية المتعلقة بالبيئة، وخاصة السياحة البيئية وإدارة المياه. وفقًا للبنك الدولي، شهد الأردن زيادة حادة في حجم المساعدة الإنمائية الرسمية الصافية التي يتلقاها، حيث ضاعف المبلغ من عام 2004 إلى عام 2013 .
| سنة  | المساعدات الخارجية لحماية البيئة (بملايين الدولارات الأمريكية) |
| ---- | -------------------------------------------------------------- |
| 2007 | 183.6 دولار أمريكي                                             |
| 2008 | 386.75 دولار أمريكي                                            |
| 2009 | 398.66 دولار أمريكي                                            |
| 2010 | 623.15 دولارًا أمريكيًا                                          |

عام 2007 , تذكر وزارة التخطيط و التعاون الدولي (MOPIC) أن الطاقة والزراعة وإدارة المياه قامت بالاحتفاظ بما نسبته 12% من المساعدات المالية وذلك بإجمالي قيمته 680 مليون دولار أمريكي. ازداد هذا المبلغ بشكل كبير في خلال السنوات القليلة الماضية. عام 2010 . استخدم 30% من المساعدات الخارجية التي تم تلقيها لإدارة المياه، وإنتاج الطاقة المتجددة، وتحسين الأراضي الصالحة للزراعة. كان هناك زيادة كبيرة في المبلغ الإجمالي للمساعدات الخارجية المستمدة من المخاوف البيئية في الأردن في الفترة من عام 2007-2010 . في الواقع، قد ازداد المبلغ الإجمالي من 183.6 مليون دولار أمريكي في عام 2007 إلى 623.15 مليون دولار أمريكي في عام 2010 . وفي عام 2009 , أعلن معهد بروكينغز أن الحكومة الأردنية تقع في المرتبة السابعة بين الحكومات الأكثر كفاءةً في منطقة الشرق الأوسط وشمال افريقيا. وقد حصل الأردن عى زيادة أكبر في المساعدات، وذلك بسبب أن بعض المنظمات تتعاون مع الدول التي تستخدم الأموال بكفاءة.

## أنواع المساعدات الخارجية للبيئة
يحصل الأردن على أنواع مختلفة من المساعدات الدولية التي تهدف إلى حماية البيئة. تبعا لقانون التخطيط رقم (68), فإن وزارة التخطيط والتعاون الدولي (MOPIC) هي المؤسسة الحكومية التي يتوجب عليها أن تتلقى المساعدات المالية الأجنبية أولاً. تم التوقيع في عام 1917 , ويسمح القانون لوزارة التخطيط والتعاون الدولي بتلقي أربعة أنواع من المنح: دعم الميزانية، والمنح التي يديرها المانحون، والقروض الميسرة، والمساعدة الفنية.
- المنح التي يتم تحويلها كدعم للميزانية: سيذهب هذا النوع من المنح مباشرة نحو المشاريع البيئية المدرجة ضمن الميزانية المخططة للبلد. المانح الرئيسي لهذا النوع من المنح هو الولايات المتحدة. المانحون الآخرون هم اليابان وألمانيا وأحيانًا أفراد منفصلون. الولايات المتحدة، على سبيل المثال، تتبرع بالمال خصيصًا للسياحة البيئية في الأردن.
- المنح التي يديرها المانحون مباشرة : في هذا الشكل من المساعدات، سيطلب المانح رقابة صارمة على كيفية إنفاق الأموال. في معظم الحالات، يهدف المانح إلى تنفيذ مشروع منتهي في الدولة. في عام 2012، خصص صندوق مونتريال 2.7 مليون دولار أمريكي لوزارة البيئة على وجه التحديد لمكافحة مركبات الكربون الهيدروكلورية فلورية (HCFCs)، والمواد الكيميائية التي تستنفد طبقة الأوزون. ن أن يأتي هذا النوع من المنح أيضًا من بلد معين. في عام 2013، منحت ألمانيا 3.3 مليون يورو للبلاد للاستثمار في الطاقة المتجددة، ولا سيما طاقة الرياح.
- القروض الميسرة : هي قروض أقل من سعر الفائدة في السوق. يتم دفعها ببطء للمقرض. يتم تقديم قروض ميسرة مختلفة للأردن من قبل مرفق البيئة العالمية. المنظمات الأخرى التي تقدم هذا النوع من المال هي صندوق النقد الدولي والبنك الدولي.
- المساعدة الفنية: تشير المساعدة الفنية إلى المساعدة المقدمة من خلال التقارير وتحليل الجدوى. بالإضافة إلى ذلك، يتم وضع المنح الدراسية وبرامج التدريب التي ينسقها المانحون تحت هذا النوع من المساعدات الخارجية.

## الشراكة مع المنظمات متعددة الأطراف
وفقًا لوزارة التخطيط والتعاون الدولي، يتلقى القطاع البيئي (مياه وطاقة وزراعة) منحًا من الوكالات الدولية مثل مرفق البيئة العالمية (GEF), قام بتقديم منحًا ومشروعات مشتركة التمويل في البلاد. كما قام الصندوق الدولي للتنمية الزراعية (IFAD)  والوكالة اليابانية للتعاون الدولي (JICA) والعديد من وكالات الأمم المتحدة والوكالة الأمريكية للتنمية الدولية (USAID) والبنك الدولي بتخصيص مساعدات دولية للأردن لأغراض بيئية.  و تقوم دول النرويج وإسبانيا وسويسرا بتحويل أموال نحو القضايا البيئية في الأردن.

### الأردن والمرفق البيئي العالمي
منذ ان أصبح الاردن عضو في مرفق البيئة العالمية، قدمت المنظمة اموالا لمشاريع مختلفة في البلاد. مرفق البيئة العالمية موجود في أكثر من 180 دولة وتم إنشاؤه في عام 1992 , ولديه العديد من الوكالات في الأردن. يخصص صندوق البيئة العالمية الأموال لثلاثة أنواع من المشاريع في الأردن: المشاريع الوطنية، والمشاريع الأقليمية، والمنح الصغيرة. وعلى الصعيد الوطني، قدمت أكثر من 60 مليون دولار أمريكي على شكل منح ل 29 مشروع أردني وطني. بسبب الاستخدام غير الفعال للمساعدات، تم إالغاء مشروع رئيسي لإدارة النظم البيئية في البلاد. تلقت البرامج الإقليمية 167 مليون دولار أمريكي في شكل منحة. تم فصل هذه الأموال بين مشاريع المياه الدولية، مثل نهر الأردن، ومشاريع التنوع البيولوجي، وتدهور الأراضي، وتغير المناخ.

### الوكالة الأمريكية للتنمية الدولية وحماية البيئة
تمول الوكالة الأمريكية للتنمية الدولية (USAID) – خدمات المياه وتدعم السياحة البيئية في الأردن. مياهنا (شركة مياه في الأردن) تلقت 30 مليون دولار من الولايات المتحدة لتجديد برامج المياه وجعلها أكثر كفاءة وفعالية، ليمنع فقدان المياه والفواتير غير الدقيقة. في الفترة الحالية، يبلغ فقدان المياه في الأردن حوالي 37% , ولم يكن متوقع أن ينخفض إلى 25% بمجرد إجراء التجديدات.
في نوفمبر 2014 , قامت الوكالة الأمريكية للتنمية الدولية بالانضمام إلى وزارتي السياحة والعمل، ومؤسسة التدريب المهني (VTC) ولجنة اعتماد مؤسسات التعليم العالي كخطوة اولية نحو تنمية مسارات خطة الاحتراف. بهدف توسيع صناعة السياحة في الأردن عن طريق تدريب جميع العاملين في الفنادق أو الشركات الأخرى بهدف الترويج لجميع أنواع السياحة، بما في ذلك السياحة البيئية.
دخلت الوكالة الأمريكية للتنمية الدولية في شراكة مع الجمعية الملكية لحماية الطبيعة، وقد ركزت بشكل خاص على مدى العشرين عاما الماضية على محمية ضانا للمحيط الحيوي في وادي الأردن. عملت (RSCN) مع المنظمات غير الحكومية والأسر في المجتمعات وذلك لمعرفة أفضل طريقة لاستخدام الموارد. الهدف هو التركيز على استدامة البيئة مع تعزيز النمو الاقتصادي. وقد زادت هذه الأديولوجية من القاعدة الاقتصادية لدانا، مما سمح للأجيال الشابة التي قامت بالسعي لإيجاد بيئة أكثر استقرارا من الناحية الاقتصادية بالعودة والانخراط في صناعة السياحة. بعد عدة سنوات من العمل في ضانا، وسعت الجمعية الملكية لحماية الطبيعة برامج السياحة البيئية لتشمل محميات أخرى منها: الجون ووادي الموجب وأراضي الأزرق الرطبة.
التقى وزير البيئة طاهر شخشير وسفيرة الولايات المتحدة في الأردن أليس ويلز في الماضي لمناقشة ما تم إنجازه عبر الوكالة الأمريكية للتنمية الدولية لدعم حماية البيئة الأردنية، بالإضافة إلى لفت الانتباه إلى الضغوطات البيئية التي ازدادت في السنوات الأخيرة بسبب العديد من العوامل، من ضمنها زيادة عدد اللاجئين، وخاصةً في سوريا. نُقل عن آبار قولها ان «الأردن من أكثر البلدان التي تعاني من ندرة المياه في العالم», وقد تم تأكيد انه من المهم للأردن التركيز على سياسة المياه وكفاءتها لأنها منطقة فقيرة بالمياه.

#### المشاريع والمساعدات الحالية
| في مكان العمل | في المنزل                                                                             | دوليا |
| --- | ------------------------------------------------------------------------------------- | --- |
| إنشاء شبكة من مهندسي الطاقة في الأردن، كاملة مع التدريب لمكان العمل | 2012 حملة التسويق الاجتماعي لزيادة الوعي بكمية الطاقة التي تستخدمها العائلات والشركات | تكوين روابط مع مجموعات أبحاث الطاقة التي تتخذ من الولايات المتحدة مقراً لها، مثل لجنة المرافق العامة في كولورادو، والخدمة العامة في أريزونا، ومنطقة المرافق البلدية في ساكرامنتو |
| التكنولوجيا المقدمة لأغراض البحث | برامج التثقيف البيئي                                                                  | |
| الشركات المعتمدة التي استثمرت في مصادر الطاقة البديلة |                                                                                       | |
| يعقد برنامج التنافسية الأردنية معارض التوظيف التي أقيمت في عمان بهدف تجنيد الأشخاص في القوى العاملة في مشاريع بيئية / مستدامة - Girls in Tech: تمكين النساء والفتيات في مكان العمل التكنولوجي، مع التركيز على التعليم - برنامج ربط إنتل - تهدف إلى زيادة مشاركة النساء والشباب في القوى العاملة، لا سيما فيما يتعلق بالإدارة البيئية وتوفير الموارد المائية |                                                                                       | |

#### البحوث الزراعية في الأردن
ينبع البحث الزراعي في الأردن من عدة اماكن، يشمل ذلك الجامعات والكيانات الخاصة، ولكن المجموعة الوحيدة المعتمدة من الحكومة والتي تبحث بنشاط هو المركز الوطني للبحوث الزراعية ونقل التكنولوجيا. (NCARTT) في عام 2003 , شكلت الوكالة الأمريكية للتنمية الدولية 6% من تمويل البحوث الزراعية التابع ل (NCARTT) مع وجود مقر رئيسي خارج عمان، يستخدمون ما يقرب من 50% من تمويل البحوث الزراعية في الأردن، ويركزون على تنمية الموارد البشرية.
شاركت العديد من مؤسسات التعليم العالي في البحوث الزراعية من خلال تمويل مراكز البحوث أو تثقيف الطلاب حول ممارسات إدارة / الحفاظ على الموارد. ويتم تمويل هذه المؤسسات البحثية أيضا من قبل الوكالة الامريكية للتنمية الدولية.

##### أهمية البحث الزراعي في الأردن
يقوم الاقتصاد الارني بالاعتماد بشكل اساسي على صناعة الخدمات مثل السياحة والبنوك، اما قطاع الزراعة ف انه يشكل ما يقرب 2% من الناتج المحلي الاجمالي للاردن. لان الأردن يواجه صعوبات في تأمين الموارد الطبيعية ذات الصلة بالتنمية الزراعية، مثل المياه، وقد أشارت البحوث الزراعية إلى مجالات تحتاج إلى تنمية من اجل الحفاظ على هذا القطاع من الاقتصاد الأردني . مع تذبذب الموارد، يتم توجيه مناهج الحفاظ على البيئة في الأردن نحو الحفاظ على الموارد .

##### تاريخ البحث الزراعي في الأردن
- الخمسينيات: البدء في إنشاء مؤسسات بحثية في وادي الأردن
  - نقل إلى قسم البحث العلمي الزراعي عام 1958
- السبعينيات: إنشاء قسم البحث العلمي والإرشاد الزراعي
  - بدأت معظم الأبحاث في السبعينيات عندما كان لدى مؤسسات التعليم العالي والمنظمات الأخرى مرافق جاهزة وتمويل وتدريب
- تمت إعادة هيكلة وزارة الزراعة في الثمانينيات، وإنشاء NCARTT
  - بتمويل من المشروع الوطني للتنمية الزراعية (NADP)، والذي تم دعمه بشكل مشترك من قبل الوكالة الأمريكية للتنمية الدولية والحكومة الأردنية

## اعتماد حماية البيئة على المساعدات الخارجية
احتاج الاردن بشكل متزايد إلى المساعدة الدولية لمواصلة إدارة القضايا البيئية . معضلة الاعتماد على المساعدة الخارجية التي تضرب البيئة في الأردن لها ثلاثة جوانب رئيسية: النظام الضريبي غير المدروس في البلاد، والتغيرات في السياسة الخارجية، وإساءة استخدام المساعدات الخارجية حاليًا . أحد المناطق البيئية المتضررة من هذا الاعتماد هي شبكة الكهرباء في الأردن، وتطوير مشاريع المياه.

### حدود نظام الضرائب
يتأثر النظام البيئي بالاردن بالنظام الضريبي غير المدروس . في عام 2012 , كان لدى الأردن عجز في الميزانية قدره 1.2 مليار دولار أمريكي . قد قامت الحكومة الأردنية باتخاذ بعض الاجراءات التقشفية، مثل خفض الدعم على السلع غير الحيوية بالنسبة للأردني العادي، وزيادة ايرادات الدولة من خلال قانون ضريبة الدخل . هذه القياسات وضعت للسيطرة على عجز ميزانية الدولة . وفي ذات العام، تلقى الأردن ثالث أكبر مبلغ من المساعدات من الولايات المتحدة للفرد بعد إسرائيل وافغانستان.
التحديات التي تواجهها الحكومة الاردنية في تحصيل عائدات الضرائب قد عوضت عن الزيادة في المساعدات الخارجية مؤخرا . لم يبقَ عجز الموازنة الأردنية تحت السيطرة .
و قدى ادى ذلك إلى ازمة كهرباء وذلك لعدم وجود مساعدات خارجية كافية على شكل منح وقروض ميسرة لدعم ميزانية الدولة ومشاريع التنمية . بدون مساعدة اجنبية كافية، لا تستطيع الحكومة دعم شبكة الكهرباء المتجددة وغير المتجددة في الأردن .

### المساعدات الخارجية تجاه حماية البيئة والسياسة الخارجية
تبعا لصحيفة واشنطن بوست، فإن حجم المساعدات التي تلقاها الأردن قد أثر على السيناريو السياسي والاجتماعي داخل البلاد . في الواقع، في عام 2011 , عندما مارس الملك عبد الله الثاني ضغوطا لتغيير النظام في سوريا المجاورة، أعلن الصحفيون المحليون ان هذا يظهر اعتماد الأردن على الغرب .
 

### كفاءة المساعدات الخارجية في حماية البيئة
الكم المتزايد من المساعدات الخارجية تجاه حماية البيئة ادى إلى جعل البلاد في وضع الاعتماد على الدعم الخارجي . قامت الولايات المتحدة بسد الثغرات المؤسسية في قطاع البيئة داخل الحكومة الأردنية. على سبيل المثال، يقوم مكتب المياه والموارد والبيئة ضمن الوكالة الأمريكية للتنمية الدولية بتخطيط وبناء وصيانة معظم البنية التحتية الهيدروليكية للبلاد .  